# Dominanzrelation (Kontrollflussgraph)

Kontrollflussgraph

Dominator-Baum des Kontrollflussgraphen

Die Dominanzrelation ist eine Relation, die auf den Knoten eines Kontrollflussgraphen definiert ist.
Sei {\displaystyle G\langle V,E,r\rangle } ein Kontrollflussgraph und seien {\displaystyle u,v\in V} zwei seiner Knoten.
Wenn nun jeder Pfad in {\displaystyle G}, der in {\displaystyle r} beginnt und in {\displaystyle v} endet, den Knoten {\displaystyle u} beinhaltet, so sagt man, dass der Knoten {\displaystyle u} den Knoten {\displaystyle v} dominiert.
Man schreibt auch {\displaystyle u\ dom\ v}.
Im oben abgebildeten Kontrollflussgraph {\displaystyle G\langle V,E,1\rangle } etwa dominiert Knoten 2 den Knoten 5, aber Knoten 3 dominiert Knoten 5 nicht, da es einen Pfad {\displaystyle 1\to 2\to 4\to 5} gibt, der den Knoten 3 nicht beinhaltet.
Klarerweise dominiert jeder Knoten sich selbst.
Daher ist die Dominanzrelation reflexiv.
Da außerdem für {\displaystyle u,v,w\in V} aus {\displaystyle u\ dom\ v} und {\displaystyle v\ dom\ w} folgt, dass {\displaystyle u} den Knoten {\displaystyle w} dominiert, ist die Dominanzrelation auch transitiv.
Wenn der Knoten {\displaystyle u} den Knoten {\displaystyle v} dominiert und {\displaystyle u\neq v}, dann spricht man auch davon, dass {\displaystyle u} den Knoten {\displaystyle v} strikt dominiert.
Man schreibt dann auch {\displaystyle u\ stdom\ v}.
Die strikte Dominanzrelation kann als Baum dargestellt werden.
Dieser Baum wird auch Dominator-Baum (engl. dominator tree) genannt.
Der obige Beispielgraph besitzt folgenden Dominator-Baum: